# Parque nacional Riscos de Momostenango
El Parque nacional Riscos de Momostenango es un área protegida de formaciones de arenisca que por sus formas curiosas recibieron el estatus de Parque nacional en el año 1955, estando incluido en el municipio de Momostenango, departamento de Totonicapán, parte del país centroamericano de Guatemala.
Ocupa una superficie de 2,4 kilómetros cuadrados (o 240 hectáreas), incluyendo las referidas formaciones de arenisca y los bosques circundantes. Es administrado por el Consejo Nacional de Áreas protegidas por el Acuerdo Gubernativo 26-05-55.